# Maria Amalia a Austriei (1701-1756)
Maria Amalie Josefa Anna de Austria (n. 22 octombrie 1701, Viena, Monarhia Habsburgică – d. 11 decembrie 1756, München, Electoratul Bavariei, Germania) a fost cea mai mică fiică a împăratului Iosif I și a împărătesei Wilhelmine Amalia de Brunswick-Lüneburg. S-a căsătorit cu Carol Albert de Bavaria, prinț-elector și duce de Bavaria (în perioada 1726-1745), rege al Boemiei (în perioada 1741-1743) și împărat al Sfântului Imperiu Roman (în perioada 1742-1745).

## Biografie
Fiul ei a devenit Maximilian al III-lea, Elector de Bavaria. Fiica ei Maria Josepha s-a căsătorit cu fiul cel mare și moștenitorul Mariei Tereza, împăratul Iosif al II-lea, dar a murit de variolă după doi ani, fără moștenitori. O altă fiică, Maria Antonia, s-a căsătorit cu vărul ei primar, Frederic Christian, care a fost prinț-elector de Saxonia pentru mai puțin de trei luni în 1763. Fiica ei Maria Anna Josepha Augusta a fost ultima prințesă de Baden-Baden.